# نيكولا ميستر
نيكولا ميستر (بالألمانية: Nicolas Meister)‏ هو لاعب كرة قدم نمساوي في مركز الهجوم، ولد في 28 سبتمبر 1999 في فيينا في النمسا. لعب مع لاسك لينتس.

## وصلات خارجية
- نيكولا ميستر على موقع قاعدة بيانات كرة القدم.إي يو (الإنجليزية)
- نيكولا ميستر على موقع Soccerway.com (الإنجليزية)
- نيكولا ميستر على موقع عالم كرة القدم.نت (الإنجليزية)